# Negrilești (Galați)
Negrilești è un comune della Romania di 2 866 abitanti, ubicato nel distretto di Galați, nella regione storica della Moldavia.
Il comune è formato dall'unione di 2 villaggi: Negrilești e Slobozia Blăneasa.
Negrileşti ha ottenuto lo status di comune nel 2004.